# نادية عبده
نادية أحمد عبده صالح مهندسة مصرية وأول سيدة تتقلد منصب محافظ في مصر، وتحديدًا بالبحيرة خلفًا للدكتور محمد سلطان، الذي تولى منصب محافظ الإسكندرية. ونجحت مع محمد سلطان في خفض معدلات الإصابة بفيروس «سي» وارتفاع نسب الشفاء بالمحافظة وزيادة محطات مياه الشرب ومواجهة السيول. كانت نائبة لمحافظ البحيرة اللواء مصطفى هدهود منذ أغسطس 2013. وقد استقبلت صفوف القوى السياسية والثورية بالمحافظة حينها القرار بغضب، مُعتبرين تعيينها ردة فعل مضادة لثورة 25 يناير وأحداث 30 يونيو وعودة لدولة الحزب الوطني المُنحل، باعتبارها إحدى قيادات الحزب.
لديها خبرات علمية في مجال صناعة مياه الشرب من النواحي الفنية والإدارية والمالية، وخبرات في إنشاء وتطوير وإدارة محطات وشبكات مياه الشرب. وكانت أول سيدة في العالم العربي تترأس إدارة شركة مياه الشرب والصرف الصحي بالإسكندرية، وظلت بالمنصب لمدة 12 عامًا، وذلك بعد ترشيح صندوق المرأة المسلمة والإفريقية للحصول على جائزة أفضل إنجاز علمي إنساني لمجهوداتها في مجال المياه والعمل الإنساني بالإسكندرية.

## دراستها
حصلت على بكالوريوس هندسة من قسم كيمياء بجامعة الإسكندرية عام 1965، ثم ماجيستير الهندسة الصحية من الجامعة ذاتها عام 1968.

## عملها
تدرجت في عدة وظائف مثل نائب فني لشركة مياه الشرب بالإسكندرية من عام 1992 وحتى عام 2002؛ رئيس مجلس إدارة شركة مياه الشرب بالإسكندرية من عام 2002 حتى 2012؛ ومستشارة بالشركة القابضة لمياه الشرب والصرف الصحي، ونائب محافظ البحيرة أغسطس 2013؛ ونائب رئيس الهيئة العليا للحكماء للمجلس العربي الإفريقي للتكامل والتنمية.
كانت عبده إحدى المرشحات عن الحزب الوطني، حيث كانت مُرشحة مقعد كوتة المرأة في مجلس الشعب 2010 رمز الهلال، وفازت في الانتخابات. وكانت عضو مجلس إدارة الجمعية العامة لمعهد البحر الأبيض المتوسط بفرنسا منذ العام 1987؛ وعضو الجمعية العامة للمجلس العالمي للمياه؛ ومؤسس جمعية مرافق الدول العربية أكوا وأول رئيس للمؤسسة بالانتخاب من 12 دولة عربية؛ وعضو جمعية رجال أعمال الإسكندرية؛ ومقرر المجلس القومي للمرأة فرع الإسكندرية؛ وعضو نوادي سيدات الأنرهويل إسكندرية. وقد تم ترشيحها من محافظ الإسكندرية، للحصول على جائزة محمد بن راشد آل مكتوم للمرأة الإدارية العربية المتميزة.

## توليها المنصب
أكدت نادية عبده، محافظ البحيرة: «أن هذا التعيين يعكس تقدير الرئيس عبد الفتاح السيسي للمرأة في العمل، مُضيفة أن هناك خطة طموحة لاستكمال المشروعات القومية على أرض المحافظة، وحل المشاكل العالقة مثل أزمات مياه الشرب ونقص الخدمات في القرى النائية». وأوضحت محافظ البحيرة الجديد، أن هناك توجيهات صريحة من الرئيس بسرعة إنجاز المشروعات التنموية بحيث لا تتعدى عامًا على الأكثر، بالإضافة إلى أنها ستقوم بضخ استثمارات جديدة بالمحافظة وإقامة العديد من المشروعات العملاقة على أرض المحافظة ومنها إنشاء منطقة لوجستية بمنطقة إدكو الساحلية، بتكلفة ملياري دولار، وكذلك إنشاء مصنع لإنتاج الورق برشيد باستثمارات صينية وشراكة مع مؤسسة الأهرام الصحفية بتكلفة مليار و250 مليون جنيه.